# Thecomyia lateralis
Thecomyia lateralis är en tvåvingeart som först beskrevs av Walker 1858.  Thecomyia lateralis ingår i släktet Thecomyia och familjen kärrflugor. Inga underarter finns listade i Catalogue of Life.